# سیانامید
سیانامید (به انگلیسی: Cyanamide) با فرمول شیمیایی CH۲N۲ یک ترکیب شیمیایی با شناسه پاب‌کم ۹۸۶۴ است. که جرم مولی آن 42.040 g/mol می‌باشد. شکل ظاهری این ترکیب، بلورهای جامد است.

## کاربرد در کشاورزی
محلول آبی سیانامید، تحت نام تجاری ثبت شده دورمکس Dormex، تنظیم‌کننده رشد معمول برای شکست خواب درختان میوه برگریز است که  کاربرد آن در زمستان منجر به شکوفایی یکدست و حداکثری جوانه‌ها میگردد. دورمکس می‌تواند به‌طور مؤثر کمبود واحدهای سرمایی را جبران کرده و موجب افزایش محصول باغ شود.

## جنبه‌های زیست‌محیطی
سیانامید در محیط طی چند روز از طریق هیدرولیز به اوره و سپس به آمونیوم تبدیل می‌شود. 